# Stensån
Stensån – rzeka w Szwecji, w Hallandzie i Skanii.
W Stensån znajduje się wiele ryb rzecznych jak i practwa. Stensån ma swoje źródła w obszarze Fagerhult w północnej Skanii. Później przepływa przez krainę Halland i przez jezioro Sjöaltesjön i biegnie wzdłuż Hallandsås z wieloma kaskadowymi i skalistymi częściami, od których wzięła się nazwa rzeki. Następnie uchodzi do Morza Bałtyckiego, w miejscowości Båstad. Odmiany ryb występujące w rzece są oryginalne. Występujące gatunki ryb to pstrąg potokowy, troć wędrowna, łosoś, okoń, szczupak, witlinek, węgorz. W 1998 r. złowiono około 140 łososi; największy łosoś ważył około 12 kg, natomiast największa troć wędrowna ok. 8 kg.